# Liste zerstörter Schlösser

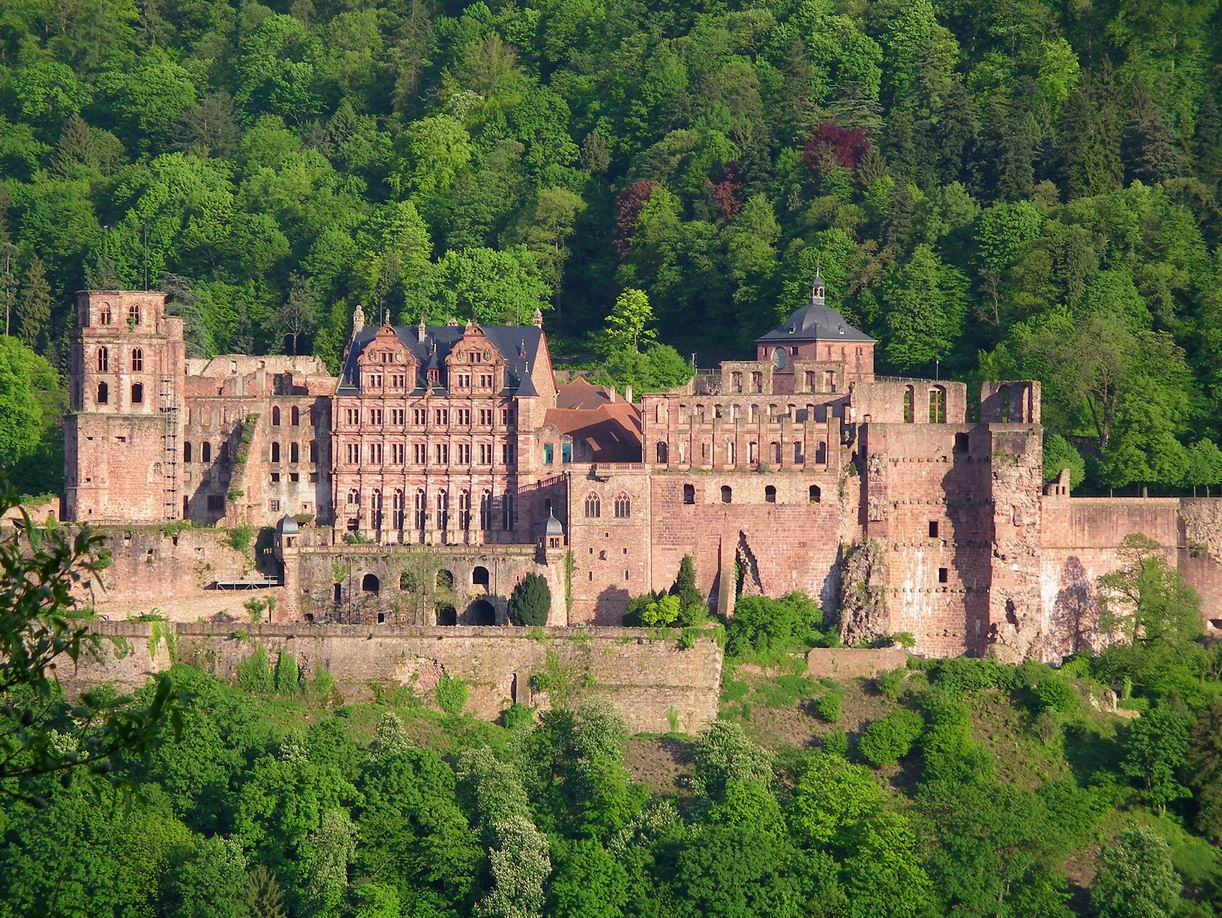
Heidelberger Schloss

Diese Liste führt Schlösser, Herrenhäuser oder Palais auf, die infolge von Baufälligkeit, Brand, Kriegseinwirkung oder aus ideologischen Gründen zerstört und nicht wieder aufgebaut wurden. Der jeweilige Standort wird mit seinem heutigen Namen bezeichnet. Burgruinen sollten in dieser Liste nicht aufgenommen werden (für solche siehe Burgruine in Deutschland).

## Dänemark
| Bild | Name               | Ort      | Jahr                     | Zerstörung                                         |
| ---- | ------------------ | -------- | ------------------------ | -------------------------------------------------- |
|      | Schloss Hirschholm | Hørsholm | nach 1810                | abgetragen, Hofinsel und Graften erhalten          |
|      | Schloss Riberhus   | Ribe     | im Dreißigjährigen Krieg | zerstört, Graben und Wallanlagen zum Teil erhalten |
|      | Trøjborg           | Visby    | ab 1854                  | weitgehend abgetragen, Ruinen erhalten             |

## Deutschland

### Baden-Württemberg
| Bild | Name                 | Ort        | Jahr | Zerstörung |
| ---- | -------------------- | ---------- | ---- | --- |
|      | Heidelberger Schloss | Heidelberg | 1689 | im Pfälzischen Erbfolgekrieg teilweise gesprengt, Reste 1764 nach Blitzschlag ausgebrannt, die Ruinen sind bis heute erhalten |
|      | Pforzheimer Schloss  | Pforzheim  |      | romanisch-gotische Schlosskirche erhalten                                                                                     |

### Bayern
| Bild | Name                       | Ort              | Jahr      | Zerstörung                                                                        |
| ---- | -------------------------- | ---------------- | --------- | --------------------------------------------------------------------------------- |
|      | Schloss Affecking          | Kelheim          | um 1820   | abgebrochen, nur Kellergewölbe vorhanden                                          |
|      | Schloss Bärnstein          | Grafenau         | 1742      | abgebrannt und anschließend gesprengt                                             |
|      | Herzog-Max-Burg            | München          | 1954      | nach Kriegsschäden größtenteils abgetragen und ab 1954 durch einen Neubau ersetzt |
|      | Schloss Neu-Ortenburg      | Ortenburg        | 1781–1790 | abgetragen                                                                        |
|      | Unterreichenbacher Schloss | Unterreichenbach | 1914      | abgerissen                                                                        |

### Berlin
| Bild | Name                  | Ort         | Jahr | Zerstörung                                                                                                |
| ---- | --------------------- | ----------- | ---- | --- |
|      | Berliner Stadtschloss | Berlin      | 1950 | nach schweren Kriegsbeschädigungen gesprengt. 2013–2020 Neubau mit teilweiser Rekonstruktion der Fassaden |
|      | Schloß Buch           | Berlin-Buch | 1964 | gesprengt und abgerissen                                                                                  |
|      | Schloss Monbijou      | Berlin      | 1943 | nach Bombenangriffen ausgebrannt, Ruinen 1959 abgetragen                                                  |
|      | Prinz-Albrecht-Palais | Berlin      | 1944 | nach schweren Kriegsschäden wurden die Reste 1955 abgetragen                                              |

### Brandenburg
| Bild | Name                   | Ort          | Jahr      | Zerstörung                                                                              |
| ---- | ---------------------- | ------------ | --------- | --------------------------------------------------------------------------------------- |
|      | Schloß Blumberg        | Blumberg     | 1945      | zerstört                                                                                |
|      | Schloß Neugalow        | Schöneberg   | nach 1945 | nach dem Zweiten Weltkrieg und starken Kriegsbeschädigungen abgerissen                  |
|      | Potsdamer Stadtschloss | Potsdam      | 1945      | ausgebrannt, Ruine 1959/1960 gesprengt. 2010–2014 Neubau mit Rekonstruktion der Fassade |
|      | Schloss Schwedt        | Schwedt      | 1945      | nach Granatbeschuss ausgebrannt, Reste 1962 gesprengt                                   |
|      | Schloss Theresienhof   | Bad Saarow   | 2008      | zugunsten einer Feriensiedlung abgerissen                                               |
|      | Schloss Wolfshagen     | Wolfshagen   | 1945      | nach Kriegszerstörungen abgetragen                                                      |
|      | Schloss Friedersdorf   | Friedersdorf | 1956      | als "Hort der Reaktion" gesprengt                                                       |

### Bremen
keine bekannten Objekte

### Hamburg
| Bild | Name               | Ort     | Jahr               | Zerstörung                         |
| ---- | ------------------ | ------- | ------------------ | ---------------------------------- |
|      | Schloss Stillhorn  | Hamburg | im 18. Jahrhundert | abgerissen, Gewölbekeller erhalten |
|      | Wandsbeker Schloss | Hamburg | 1861               | abgerissen                         |

### Hessen
| Bild | Name                      | Ort                 | Jahr                     | Zerstörung |
| ---- | ------------------------- | ------------------- | ------------------------ | --- |
|      | Blaues Wunder             | Wächtersbach        | 1805                     | Sitz der Herrschaft Aufenau, 1805 wegen Baufälligkeit abgerissen. |
|      | Schloss Dornberg          | Groß-Gerau-Dornberg | 1689                     | Im Pfälzischen Erbfolgekrieg niedergebrannt. Torgebäude erhalten |
|      | Wasserschloss Eilhausen   | bei Bad Arolsen     | 1816                     | abgerissen und durch einen fürstlichen Gutshof ersetzt |
|      | Stadtschloss Hanau        | Hanau               | 1829/30                  | Hessen, mittelalterliche Teile abgerissen, die barocken Teile des Ensembles wurden 1945 ausgebombt und 1956 endgültig abgerissen, heute sind nur noch einige Nebengebäude erhalten |
|      | Schloss Hohenbuchau       | Georgenborn         | 1963                     | gesprengt |
|      | Schloss Philippseck       | Butzbach-Münster    | 1773/74                  | Festungsartige Schlossanlage, 1773/74 auf Abbruch versteigert |
|      | Jagdschloss Platte        | Wiesbaden           | 1945                     | durch Bombentreffer zerstört, Ruine mittlerweile gesichert |
|      | Rödelheimer Schloss       | Frankfurt-Rödelheim | 1944                     | bei Luftangriff zerstört, letzte Reste 1955 abgetragen |
|      | Schloss Stockau (Dieburg) | Dieburg             | 1857                     | völlig niedergelegt nach dem Verkauf aller Materialien, später industrielle Nutzung, Nebengebäude und Teile des Parks erhalten                                                     |
|      | Palais Thurn und Taxis    | Frankfurt am Main   | 1944                     | durch Luftmine zerstört, Überreste 1951 größtenteils abgetragen. 2004–2009 Neubau mit Rekonstruktion der Fassade                                                                   |
|      | Altes Palais (Darmstadt)  | Darmstadt           | 1944                     | bei Luftangriff zerstört, Ruine zu Beginn der 1950er Jahre abgetragen. An seiner Stelle entstand später das Luisencenter                                                           |
|      | Neues Palais (Darmstadt)  | Darmstadt           | 1944                     | bei Luftangriff zerstört, Ruine wurde 1955 abgetragen. An seiner Stelle entstand später der Georg-Büchner-Platz und angrenzend das Staatstheater Darmstadt                         |
|      | Palais Rosenhöhe          | Darmstadt           | 1944                     | bei Luftangriff zerstört, Ruine zu Beginn der 1960er Jahre abgetragen, abgesehen von einem Eingangsportal                                                                          |
|      | Schloss Wolfenburg        | Kelsterbach         | im Dreißigjährigen Krieg | beschädigt, danach verfallen |

### Mecklenburg-Vorpommern
| Bild | Name                  | Ort                      | Jahr                       | Zerstörung |
| ---- | --------------------- | ------------------------ | -------------------------- | --- |
|      | Schloss Dargun        | Dargun                   | 1945                       | durch Brandstiftung zerstört, die Ruinen sind erhalten |
|      | Schloss Diekhof       | Diekhof                  | 1945                       | zerstört, einige Nebengebäude erhalten |
|      | Schloss Dwasieden     | bei Sassnitz             | 1947                       | gesprengt, Teile der Ruinen sind noch vorhanden |
|      | Schloss Hülseburg     | Hülseburg                | 1947                       | abgebrannt, Überreste samt den Türmen in der Folgezeit abgetragen, lediglich die Schlosskapelle besteht noch                                                                                 |
|      | Schloss Neustrelitz   | Neustrelitz              | 1945                       | nach dem Zweiten Weltkrieg und starken Kriegsbeschädigungen abgerissen |
|      | Schloss Pansevitz     | Kluis                    | nach dem Zweiten Weltkrieg | verfallen, Ruinenreste erhalten |
|      | Schloss Putbus        | Putbus                   | 1962                       | aus ideologischen Gründen im Auftrage der DDR-Regierung abgerissen |
|      | Schloss Putzar        | Putzar                   | 18. Jahrhundert            | ein Gebäudeteil aus der Renaissance verfiel bereits seit dem 18. Jahrhundert, das zweite, später gebaute Schloss daneben ist nach mangelnder Pflege in den 1970er Jahren zur Ruine verfallen |
|      | Schloss Remplin       | Remplin                  | 1940                       | nach einem Brand weitgehend abgetragen, einige Nebengebäude erhalten |
|      | Schloss Schwerinsburg | Schwerinsburg bei Anklam | 1945                       | durch Brandstiftung zerstört |
|      | Schloss Serrahn       | Serrahn (Kuchelmiß)      | 1950er Jahre               | zerstört |
|      | Schloss Wolgast       | Wolgast                  | 1675                       | nach einer Explosion wurden die Reste als Baumaterial für andere Gebäude genutzt |

### Niedersachsen
| Bild | Name                   | Ort                            | Jahr         | Zerstörung |
| ---- | ---------------------- | ------------------------------ | ------------ | --- |
|      | Schloss Antoinettenruh | Wolfenbüttel                   | 1832         | abgetragen |
|      | Braunschweiger Schloss | Braunschweig                   | 1944         | durch Bombenangriffe schwer beschädigt, die Überreste wurden 1960 abgetragen. 2005–2007 Neubau mit Rekonstruktion der Fassade |
|      | Schloss Bremervörde    | Bremervörde                    | 1682         | geschleift, ein Nebengebäude erhalten                                                                                         |
|      | Schloss Herrenhausen   | Hannover                       | 1943         | bei Luftangriffen auf Hannover zerstört, 2011–2013 Neubau mit Rekonstruktion der Fassade                                      |
|      | Schloss Langeleben     | Langeleben                     | 1830er Jahre | abgetragen |
|      | Schloss Monbrillant    | Hannover und Georgsmarienhütte | 1857         | in Hannover abgerissen, in Georgsmarienhütte wieder aufgebaut, dort 1925 abgerissen                                           |
|      | Schloss Neu-Richmond   | Braunschweig                   | 1906         | abgetragen |
|      | Schloss Rotenburg      | Rotenburg (Wümme)              | 1843         | abgebrannt und abgetragen |
|      | Schloss Salzdahlum     | Salzdahlum                     | 1813         | wegen Baufälligkeit ab 1813 abgetragen                                                                                        |
|      | Schloss Vechelde       | Vechelde                       | 1880         | abgerissen und durch ein neoklassizistisches Verwaltungsgebäude ersetzt                                                       |

### Nordrhein-Westfalen
| Bild | Name                            | Ort                  | Jahr      | Zerstörung |
| ---- | ------------------------------- | -------------------- | --------- | --- |
|      | Schloss Arnsberg                | Arnsberg             | 1762      | Im Siebenjährigen Krieg in Brand geschossen und zerstört. Fundamente bis heute z. T. erhalten |
|      | Schloss Brünninghausen          | Dortmund             | 1944      | durch einen Bombenangriff zerstört und nicht wieder aufgebaut. Das 1681 erbaute Torhaus des Wasserschlosses wurde erhalten. Weitere erhaltene Zeugnisse des Schlosses sind Mauerreste, Teile des Schlossgrabens und der Eiskeller |
|      | Boeselager Hof                  | Bonn                 | 1943/44   | durch Bombenangriffe am 12. August 1943 und 18. Oktober 1944 schwer beschädigt und ausgebrannt, Reste abgetragen |
|      | Haus Buddenburg                 | Lünen                | 1977      | aufgrund mangelnder Pflege vom Eigentümer Lippewerk wegen Baufälligkeit abgerissen |
|      | Schloss Dülmen                  | Dülmen               | 1945      | im Zweiten Weltkrieg 1945 zerstört und nicht wieder aufgebaut, erhalten gebliebene Remise nach Zwischennutzung 2006 abgerissen |
|      | Düsseldorfer Schloss            | Düsseldorf           | 1872      | durch Brand zerstört und anschließend größtenteils abgetragen |
|      | Ellerburg                       | Espelkamp            | 2014      | wegen Baufälligkeit 2014 abgerissen |
|      | Burg Elberfeld                  | Wuppertal            | 1536      | Freiheit und Burg fielen einem Brand zum Opfer |
|      | Schloss Grimberg                | Gelsenkirchen        | nach 1960 | nach Kriegsschäden Herrenhaus in den 60er Jahren abgetragen, Kapelle nach Schloss Herten transloziert |
|      | Schloss Harff                   | an der Erft          | 1972      | wegen des Braunkohlentagebaus gesprengt |
|      | Burg Hemmerich                  | Bornheim             | 1945      | nach dem Krieg in Brand gesteckt |
|      | Schloss Herzogsfreude           | Bonn                 | nach 1804 | im Juni 1804 auf Abbruch versteigert und abgebrochen |
|      | Schloss Kellersberg             | Alsdorf              | 1897      | 1897 vollständig niedergebrannt und nicht wiederaufgebaut; auf dem Gelände ab 1906 eine Werkssiedlung errichtet |
|      | Schloss Leerodt                 | Geilenkirchen        | 1943/1945 | Herrenhaus nach erheblichen Kriegsschäden nur noch als Ruine vorhanden |
|      | Jagdschloss Lopshorn            | Augustdorf           | seit 1945 | nach schweren Brandschäden im Juni 1945 Verfall sowie weitere Zerstörung durch Verwendung als Beschußziel auf Truppenübungsplatz Senne; Reste vorhanden, Wiederaufbau durch private Vereinsinitiative angestrebt                  |
|      | Deutschordenskommende Siersdorf | Aldenhoven-Siersdorf | 1944      | größtenteils durch mehrere Artillerietreffer zerstört |
|      | Schloss Rietberg                | Rietberg             | 1802/1803 | nach Verfall und teilweisen Brandschäden 1802/1803 abgebrochen |
|      | Schloss Reuschenberg            | Leverkusen           | 1968      | Abriss 1968, weil die Stadt Leverkusen (als Eigentümerin) nicht bereit war, die Renovierungskosten zu tragen |
|      | Schloss Stammheim               | Köln-Stammheim       | 1944      | nach Bombenangriff zerstört und nicht wieder aufgebaut |
|      | Haus Wilbring                   | Waltrop              | seit 1916 | nach Teilabriss des Herrenhauses 1916/1918 stetiger Verfall, noch immer als Ruine vorhanden; die Vorburg wird weiterhin landwirtschaftlich genutzt                                                                                |
|      | Vinea Domini                    | Bonn                 | 1951      | Verfall in der ersten Hälfte des 19. Jahrhunderts, weitere Zerstörung gegen Ende des Zweiten Weltkrieges, erhaltene Gewölbe wurden 1951 abgebrochen                                                                               |

### Rheinland-Pfalz
| Bild | Name                       | Ort          | Jahr               | Zerstörung                                                           |
| ---- | -------------------------- | ------------ | ------------------ | -------------------------------------------------------------------- |
|      | Jagdschloss Friedrichsbühl | bei Bellheim | im 17. Jahrhundert | Wälle und Wassergräben erhalten                                      |
|      | Lustschloss Favorite       | Mainz        | 1793               | während der Koalitionskriege durch preußisches Bombardement zerstört |
|      | Schloss Monrepos           | Neuwied      | 1969               | wegen Baufälligkeit abgerissen                                       |
|      | Schloss Oggersheim         | Oggersheim   | 1794               | ausgebrannt, Überreste bald danach abgetragen                        |
|      | Schloss Philippsfreude     | Wittlich     | 1806               | abgetragen                                                           |

### Saarland
| Bild | Name                 | Ort         | Jahr | Zerstörung |
| ---- | -------------------- | ----------- | ---- | --- |
|      | Schloss Blieskastel  | Blieskastel | 1793 | von französischen Truppen während der Revolutionskriege geplündert und teilweise zerstört, ab 1795 bis 1802 abgetragen, Teile der Gartenarchitektur erhalten        |
|      | Schloss Gutenbrunnen | Homburg     | 1793 | durch französische Revolutionstruppen größtenteils zerstört, der Zentralbau wurde 1802 abgerissen, nur die Kapelle und ein Seitenflügel des Schlosses sind erhalten |
|      | Schloss Jägersburg   | Homburg     | 1945 | in der Französischen Revolution 1793 zerstört und in der Folgezeit abgebrochen                                                                                      |
|      | Schloss Karlsberg    | Homburg     | 1793 | durch französische Truppen abgebrannt und in der Folge verfallen, Ruine nur noch in wenigen Gebäuderesten erhalten                                                  |

### Sachsen
| Bild | Name                     | Ort             | Jahr            | Zerstörung                                                     |
| ---- | ------------------------ | --------------- | --------------- | -------------------------------------------------------------- |
|      | Schloss Berreuth         | Berreuth        | 17. August 1947 | durch Brandstiftung zerstört                                   |
|      | Jagdschloss Breitenbrunn | Breitenbrunn    | nach 1700       | zur Ruine verfallen                                            |
|      | Schloss Hartenstein      | Hartenstein     | 20. April 1945  | durch Bombenangriffe weitgehend zerstört                       |
|      | Schloss Prohlis          | Dresden-Prohlis | 1980            | durch Brandstiftung zerstört, 1985 abgerissen                  |
|      | Schloss Rötha            | Rötha           | 1969            | im Dezember wurde das Schloss Rötha unter Protesten abgerissen |

### Sachsen-Anhalt
| Bild | Name                    | Ort             | Jahr | Zerstörung |
| ---- | ----------------------- | --------------- | ---- | --- |
|      | Schloss Calbe           | Calbe           | 1945 | durch Brand leicht zerstört und 1951 trotz erheblicher Einwohner-Proteste vollständig abgetragen, um einem Schulneubau Platz zu machen                         |
|      | Schloss Gräfenhainichen | Gräfenhainichen | 1637 | im Dreißigjährigen Krieg von den Schweden zerstört und nie wieder aufgebaut, Ruinen sind erhalten                                                              |
|      | Schloss Zerbst          | Zerbst          | 1945 | nach Kriegszerstörungen größtenteils abgetragen, seit 2005 werden die Überreste des Schlossgebäudes gesichert, der originalgetreue Wiederaufbau ist vorgesehen |

### Schleswig-Holstein
| Bild | Name                  | Ort           | Jahr                        | Zerstörung                                                                     |
| ---- | --------------------- | ------------- | --------------------------- | ------------------------------------------------------------------------------ |
|      | Bramstedter Schloss   | Bad Bramstedt | im 18. Jahrhundert          | abgetragen, der Name ging auf das frühere Torhaus über                         |
|      | Schloss Franzhagen    | Schulendorf   | Anfang des 18. Jahrhunderts | abgetragen                                                                     |
|      | Schloss Friedrichsruh | Drage         | 1787                        | nach Verfall und Verschuldung abgetragen                                       |
|      | Glückstädter Schloss  | Glückstadt    | 1710                        | abgetragen, das sogenannte Provianthaus erhalten                               |
|      | Schloss Hoppenbrook   | Ahrensbök     | 1740                        | abgetragen, Reste der Gräben vorhanden                                         |
|      | Kieler Schloss        | Kiel          | 1944                        | nach Bombenangriff ausgebrannt, die Überreste wurden nach dem Krieg abgetragen |
|      | Lauenburger Schloss   | Lauenburg     | 1616                        | nach Brand weitgehend zerstört                                                 |
|      | Schloss Rantzau       | Barmstedt     | Ende des 18. Jahrhunderts   | abgetragen und durch bescheidenes Herrenhaus ersetzt                           |
|      | Reinfelder Schloss    | Reinfeld      | 1775                        | nach abgetragen                                                                |
|      | Ratzeburger Schloss   | Ratzeburg     | 1693                        | durch Kriegseinwirkung zerstört                                                |
|      | Rendsburger Schloss   | Rendsburg     | 1718                        | abgetragen, Grundfläche bildet heute den sogenannten Schlossplatz              |
|      | Tönninger Schloss     | Tönning       | 1735                        | geschleift                                                                     |
|      | Schloss Traventhal    | Traventhal    | 1888                        | abgerissen, durch wilhelminisches Herrenhaus ersetzt                           |
|      | Trittauer Schloss     | Trittau       | Ende des 18. Jahrhunderts   | wegen Baufälligkeit abgetragen                                                 |

### Thüringen
| Bild                                                          | Name                   | Ort               | Jahr    | Zerstörung |
| ------------------------------------------------------------- | ---------------------- | ----------------- | ------- | --- |
| Wasserschloss Culmitzsch um 1965 · Schloss Katzendorf um 1945 | Schloss Culmitzsch     | Culmitzsch        | 1969/70 | abgerissen und zum Teil gesprengt, da der gleichnamige Ort im Zuge des Uranerzbergbaues der SDAG Wismut abgebaggert wurde                                                                                                 |
|                                                               | Schloss Ebeleben       | Ebeleben          | 1945    | durch amerikanischen Artillerie- und Panzerbeschuss am 8. und 9. April 1945 zerstört, weitestgehende Abtragung der Ruinen 1949–1952; heute: Restaurierung des weitläufigen Barockparks mit zahlreich erhaltenen Elementen |
|                                                               | Schloss Gehren         | Gehren            | 1933    | von einem Brand zerstört und in den Folgejahren bis auf wenige Außenmauern abgetragen |
|                                                               | Schloss Hildburghausen | Hildburghausen    | 1945    | kriegszerstört, Überreste in den Jahren 1947 bis 1950 abgebrochen |
|                                                               | Jenaer Schloss         | Jena              | 1905    | abgerissen wegen Neubau des Universitätshauptgebäudes |
|                                                               | Schloss Köstritz       | Bad Köstritz      | 1972    | abgerissen; Torbau erhalten |
|                                                               | Schloss Osterstein     | Gera              | 1945    | im Zweiten Weltkrieg ausgebrannt, Überreste 1962 abgetragen; mittelalterlicher Bergfried und einige Nebengebäude erhalten                                                                                                 |
|                                                               | Schloss Schleiz        | Schleiz           | 1945    | bei einem amerikanischen Bombenangriff zerstört |
|                                                               | Schloss Stedten        | Erfurt-Bischleben | 1948/49 | nach Vertreibung und Enteignung der Grafenfamilie von Keller auf sowjetischen Befehl 209 Sprengung und Abtragung |
|                                                               | Schloss Schwarzburg    | Schwarzburg       | 1942    | im Dritten Reich Umbauarbeiten zum „Reichsgästehaus“, die aber wegen des Krieges eingestellt werden mussten |

## Estland
| Bild | Name                         | Ort         | Jahr              | Zerstörung                                      |
| ---- | ---------------------------- | ----------- | ----------------- | ----------------------------------------------- |
|      | Ehmja/Echmes                 | Martna      |                   | die Ruinen sind bis heute erhalten              |
|      | Elistvere/Ellistfer          |             | 1933              | abgetragen                                      |
|      | Huuksi/Hukas                 |             |                   | abgetragen                                      |
|      | Järvakandi/Jerwakant         | Järvakandi  | 1905              | ausgebrannt                                     |
|      | Kaagvere/Kawershof           |             | 1941              | ausgebrannt, Ruinen abgetragen                  |
|      | Kavastu/Kawwast              |             | 1944              | ausgebrannt, Ruinen abgetragen                  |
|      | Keblaste/Keblas              |             | 1926              | abgetragen                                      |
|      | Kiltsi/Weissenfeld           | Haapsalu    | 1993              | ausgebrannt, Ruinen sind bis heute erhalten     |
|      | Kloostri/Klosterhof          | Lihula      | 1939              | abgetragen                                      |
|      | Kunda/Kunda                  | Kunda       | 1941              | ausgebrannt, Ruinen sind bis heute erhalten     |
|      | Laatre/Fölk                  |             | 1930/31           | abgetragen                                      |
|      | Leetse/Leetz                 |             | 1993              | ausgebrannt, Ruinen sind bis heute erhalten     |
|      | Lehtse/Lechts                | Tapa        | 1933/34           | abgetragen                                      |
|      | Lõve/Lauenhof                |             | 1926/28           | abgetragen                                      |
|      | Meedla/Medel                 |             | 1940–1950er Jahre | abgetragen                                      |
|      | Moora/Mohrenhof              |             | 1920–1930er Jahre | abgetragen                                      |
|      | Mõniste/Mentzen              | Mõniste     | 1928              | abgetragen                                      |
|      | Orgita/Rosenthal,            |             | 1941              | ausgebrannt                                     |
|      | Oru/Orrenhof                 | Oru         | 1941              | ausgebrannt, Ruinen 1959 abgetragen             |
|      | Paenasti/Pajusby             |             |                   | abgetragen                                      |
|      | Pada/Paddas                  | Viru-Nigula | 1917              | ausgebrannt, Ruinen sind bis heute erhalten     |
|      | Pajaka/Pajak                 |             | 1933              | ausgebrannt                                     |
|      | Põltsamaa (Stadt)/Oberpahlen | Põltsamaa   | 1941              | ausgebrannt. die Ruinen sind bis heute erhalten |
|      | Püssi/Neu-Isenho             | Püssi       | 1917              | ausgebrannt                                     |
|      | Raadi/Ratshof                |             | 1944              | ausgebrannt, die Ruinen sind bis heute erhalten |
|      | Reola/Rewold                 |             | 1926              | abgetragen                                      |
|      | Roela/Rojel                  |             | 1941              | ausgebrannt                                     |
|      | Rutikvere/Ruttigfer          |             | 1954              | ausgebrannt, die Ruinen sind bis heute erhalten |
|      | Salajõe/Sallajöggi           |             |                   | die Ruinen sind bis heute erhalten              |
|      | Taheva/Taiwola               | Taheva      | 1944              | ausgebrannt, die Ruinen sind bis heute erhalten |
|      | Ungru/Linden                 | Haapsalu    | 1954              | die Ruinen sind bis heute erhalten              |
|      | Uue-Antsla/Neu-Anzen         |             | 1919              | ausgebrannt, Ruinen abgetragen                  |
|      | Uulu/Uhla                    | Tahkuranna  | 1917              | ausgebrannt, Ruinen abgetragen                  |
|      | Valtu/Waldau                 |             | 1905              | ausgebrannt, Ruinen abgetragen                  |
|      | Velise/Felx                  |             | 1905              | ausgebrannt, Ruinen abgetragen                  |
|      | Vesneri//Wesslershof         |             | 1944              | ausgebrannt                                     |
|      | Voka/Chudleigh               | Toila       | 1944              | ausgebrannt, Ruinen abgetragen                  |
|      | Voose/Wosel                  | Lääneranna  | 1920er Jahre      | abgetragen                                      |

## Frankreich
| Bild | Name                         | Ort                                           | Jahr                                 | Zerstörung |
| ---- | ---------------------------- | --------------------------------------------- | ------------------------------------ | --- |
|      | Schloss Assier               | Assier                                        | 1768                                 | größtenteils auf Abbruch verkauft und abgetragen |
|      | Schloss Beauté-sur-Marne     | Nogent-sur-Marne                              | 1626                                 | auf Geheiß Richelieus 1626 abgerissen |
|      | Schloss Bellevue             | Meudon                                        | 1823                                 | mehrheitlich abgerissen, wenige Reste noch bis 1972 sichtbar |
|      | Schloss Bellevue             | Yvrac                                         | 2012                                 | angeblich aus Versehen abgerissen (Wiederaufbau beabsichtigt) |
|      | Schloss Bonnivet             | Vendeuvre-du-Poitou                           | nach 1788                            | auf Abbruch verkauft und allmählich abgetragen |
|      | Schloss Bury                 | Molineuf                                      | zwischen 1666 und 1734               | allmählich verfallen |
|      | Schloss Chanteloup           | Amboise                                       | 1823                                 | durch Brandstiftung zerstört |
|      | Schloss Chilly-Mazarin       | Chilly-Mazarin                                | 1804                                 | teilweise abgebrochen, 1822 endgültig niedergelegt, um Platz für einen Neubau zu machen |
|      | Schloss Choisy               | Paris                                         | während der Französischen Revolution | abgerissen |
|      | Schloss Clagny               | Versailles                                    | 1769                                 | abgerissen |
|      | Schloss Coulommiers          | Coulommiers                                   | 1736–1738                            | abgerissen |
|      | Schloss Gaillon              | Gaillon                                       | 1834                                 | größtenteils abgerissen |
|      | Château neuf                 | Saint-Germain-en-Laye                         | 1777                                 | abgerissen, um einem nicht realisierten Neubau Platz zu machen |
|      | Schloss Gratot (Lage)        | Gratot                                        | ab dem 19. Jahrhundert               | Im 13. Jahrhundert als Wasserburg errichtet. In den folgenden Jahrhunderten mehrmals erweitert und zur Schlossanlage umgebaut. Seit dem 19. Jahrhundert allmählich verfallen.                                                                              |
|      | Schloss La Tour-d’Aigues     | La Tour-d’Aigues                              | 1780                                 | durch einen Brand zerstört, die Reste 1790 abgetragen |
|      | Schloss Le Raincy            | Le Raincy                                     | 1819                                 | zerstört |
|      | Schloss Le Verger            | Seiches-sur-le-Loir                           | 1776 und 1783                        | entfestigt und niedergelegt |
|      | Schloss Liancourt            | Liancourt                                     | 1803                                 | zum Teil niedergelegt, 1925 abgerissen und durch einen modernen Neubau ersetzt |
|      | Schloss Madrid               | Neuilly-sur-Seine                             | nach 1719                            | verlassen und allmählich zur Ruine verfallen, seine Reste wurden 1792 abgetragen |
|      | Schloss Maniquerville (Lage) | Maniquerville                                 | 2000                                 | An der Stelle des im Jahr 2000 durch einen Brand zerstörten Schlosses aus dem 18. Jahrhundert entstand bis 2008 ein Neubau mit Rekonstruktion der Fassade. Das Gebäude wird seit 2009 als Hotel genutzt. Der Schlosspark ist der Öffentlichkeit zugänglich |
|      | Schloss Marly-le-Roi         | Marly-le-Roi                                  | 1816                                 | wegen Baufälligkeit abgerissen |
|      | Schloss Mehun-sur-Yèvre      | Mehun-sur-Yèvre                               | während der Französischen Revolution | zerstört |
|      | Schloss Meudon               | Meudon                                        | 1871                                 | im Deutsch-Französischen Krieg zerstört |
|      | Schloss Montceaux            | Montceaux-lès-Meaux                           | 1799                                 | während der Französischen Revolution abgerissen |
|      | Schloss Noisy-le-Roi         | Noisy-le-Roi                                  | nach 1732                            | auf königliches Geheiß niedergelegt |
|      | Schloss Richelieu            | Richelieu                                     | ab 1835                              | abgerissen und als Baumaterial verkauft |
|      | Schloss Saint-Cloud          | Saint-Cloud                                   | 1870                                 | im Deutsch-Französischen Krieg zerstört |
|      | Schloss Saint-Hubert         | Le Perray-en-Yvelines                         | 1855                                 | abgerissen |
|      | Schloss Saint-Maur           | Saint-Maur-des-Fossés                         | während der Französischen Revolution | stark beschädigt und 1796 abgerissen |
|      | Schloss Sarcus               | Sarcus                                        | 1833–1834                            | abgerissen, Teile seiner Fassade wurden in den Schlössern Pouilly und Nogent-sur-Oise wiederverwendet |
|      | Palais des Tuileries         | Paris                                         | 1871                                 | nach Brandstiftung zerstört, Reste 1880 abgetragen |
|      | Schloss Vallery              | Vallery                                       | 1682                                 | durch Abrisse und kurz nach der Französischen Revolution fast vollständig zerstört |
|      | Schloss Verneuil-sur-Oise    | Verneuil-sur-Oise (heute Verneuil-en-Halatte) | ab dem 18. Jahrhundert               | allmählich verfallen |

## Haiti
| Bild | Name       | Ort   | Jahr | Zerstörung                  |
| ---- | ---------- | ----- | ---- | --------------------------- |
|      | Sans Souci | Milot | 1842 | bei einem Erdbeben zerstört |

## Niederlande
| Bild | Name               | Ort      | Jahr | Zerstörung                        |
| ---- | ------------------ | -------- | ---- | --------------------------------- |
|      | Huis ter Nieuburch | Rijswijk | 1790 | aufgrund Baufälligkeit abgerissen |

## Polen
| Bild | Name                 | Ort               | Jahr    | Zerstörung                                                                                                 |
| ---- | -------------------- | ----------------- | ------- | --- |
|      | Brühlsches Palais    | Warschau          | 1944    | von der Wehrmacht gesprengt                                                                                |
|      | Sächsisches Palais   | Warschau          | 1944    | von der Wehrmacht gesprengt                                                                                |
|      | Schloss Finckenstein | Kamieniec Suski   | 1945    | nach schweren Kriegszerstörungen Ruinen, zum Teil noch vorhanden                                           |
|      | Schloss Küstrin      | Kostrzyn nad Odrą | 1945    | schwere Kriegsschäden, später von Polen bis auf die Fundamente abgetragen                                  |
|      | Schloss Schlobitten  | Słobity           | 1945    | beim Einmarsch der Roten Armee in Brand gesetzt und zerstört, die Umfassungsmauern sind als Ruine erhalten |
|      | Schloss Schlodien    | Gładysze          | 1944/45 | schwere Kriegszerstörungen, Reste 1986 ausgebrannt                                                         |
|      | Schloss Krzyżtopór   |                   | 1657    | |

### Schlesien
| Bild | Name                               | Ort                           | Jahr         | Zerstörung                                                            |
| ---- | ---------------------------------- | ----------------------------- | ------------ | --------------------------------------------------------------------- |
|      | Schloss Randowshof                 | Boguszyce-Rzędów              |              | Ruine                                                                 |
|      | Schloss Borganie                   | Borzygniew                    | 1945         | Ruine                                                                 |
|      | Königliches Schloss Breslau        | Breslau                       | nach 1945    | südliche Teile der Residenz abgerissen                                |
|      | Palais Hatzfeld                    | Breslau                       | 1945         | nach Beschädigung teilweise abgebrochen, Überreste umgebaut           |
|      | Schloss Briese                     | Brzezinka                     | nach 1945    | verwüstet, Ruine                                                      |
|      | Schloss Miechowitz                 | Bytom                         |              | fragmentarisch erhaltene Ruine                                        |
|      | Schloss Börnchen                   | Bronów                        |              | Ruine                                                                 |
|      | Schloss Groß-Kotzenau              | Chocianów                     | 1945         | beschädigt, Ruine                                                     |
|      | Schloss Ober Tschirnau             | Czernina                      | 1945         | beschädigt, Ruine                                                     |
|      | Schloss Dammelwitz                 | Danielowice                   | nach 1960    | abgetragen                                                            |
|      | Schloss Grossendorf                | Dluzyce                       |              | Ruine                                                                 |
|      | Schloss Dobrau                     | Dobra                         | 1945         | zerstört, heute Ruine                                                 |
|      | Schloss Deichslau                  | Dziesław                      | 1945         | zerstört, derzeit Ruine                                               |
|      | Schloss Dieban                     | Dziewin                       | nach 1945    | zur Ruine verfallen                                                   |
|      | Schloss Gallowitz                  | Galowice                      | nach 1945    | abgerissen                                                            |
|      | Schloss Groß Gohlau                | Gałów (Miękinia)              | 1997         | nach Brand Ruine                                                      |
|      | Schlösschen Ratschin               | Gorzanów                      |              | Ruine, bis zum Erdgeschoss erhalten                                   |
|      | Schloss Gießmannsdorf              | Gościszów                     | 1945         | abgebrannt, derzeit Ruine                                             |
|      | Schloss Gramschütz                 | Grębocice                     | 1945         | beschädigt, danach zur Ruine verfallen                                |
|      | Schloss Grambschütz                | Gręboszów                     | 1945         | Brand, 1948/49 abgetragen                                             |
|      | Jagdschloss Hochkirch-Grossgräditz | Grodziszcze                   |              | Ruine                                                                 |
|      | Schloss Jakobskirch                | Jakubów                       | 1945         | Ruine                                                                 |
|      | Schloss Kreppelhof                 | Kamienna Góra                 | 1964         | ausgebrannt, seitdem Ruine                                            |
|      | Schloss Kammendorf                 | Kamionna                      | nach 1945    | zur Ruine verfallen                                                   |
|      | Schloss Slawentzitz                | Kędzierzyn-Koźle – Sławięcice | seit 1945/48 | Ruine mit erhaltenem seitlichem Eingangsportikus                      |
|      | Schloss Schönau                    | Kromolin                      | 1945         | abgebrannt, später abgetragen                                         |
|      | Schloss Kreidelwitz                | Krzydłowice                   | 1947         | seit Brand Ruine.                                                     |
|      | Schloss Laasan                     | Łażany                        | nach 1945    | dem Verfall preisgegeben                                              |
|      | Schloss Lubowitz                   | Lubowitz                      | 1945         | zerstört, seitdem Ruine                                               |
|      | Schloss Primkenau                  | Przemków                      | 1945         | Im Krieg ausgebrannt und Ruine zwischen 1950 und 1970 abgetragen      |
|      | Schloss Neudeck                    | Świerklaniec                  | 1945         | nach schweren Kriegszerstörungen Ruinen, 1961 größtenteils abgetragen |
|      | Schloss Urschkau                   | Orsk                          |              | zur Ruine verfallen                                                   |
|      | Schloss Habendorf                  | Owiesno                       | nach 1945    | zur Ruine verfallen                                                   |
|      | Schloss Sponsberg                  | Ozorowice                     | nach 1945    | zur Ruine verfallen                                                   |
|      | Schloss Penkendorf                 | Panków                        |              | Ruine                                                                 |
|      | Schloss Peterwitz                  | Piotrowice                    |              | zur Ruine verfallen                                                   |
|      | Schloss Peterwitz                  | Piotrowice Świdnickie         |              | bis zur Mauerkrone erhaltene Ruine                                    |
|      | Schloss Prauss                     | Prusy                         |              | bis zur Mauerkrone erhaltene Ruine                                    |
|      | Schloss Ratno Dolne                | Ratno Dolne                   | 1998         | durch Brand zerstört                                                  |
|      | Schloss Raudnitz                   | Rudnica                       |              | bis zum Kranzgesims erhaltene Ruine                                   |
|      | Schloss Schönwaldau                | Rząśnik                       |              | Ruine                                                                 |
|      | Schloss Reichwaldau                | Rzeszówek                     |              | Ruine                                                                 |
|      | Schloss Schönfeld                  | Siedlimowice                  |              | derzeit Ruine                                                         |
|      | Schloss der Heinrichauer Äbte      | Sieroszów                     |              | zur Ruine verfallen                                                   |
|      | Schloss Hohlstein                  | Skala (Schlesien)             |              | gegenwärtig Ruine                                                     |
|      | Wasserschloss Schmolz              | Smolec                        |              | zur Ruine verfallen                                                   |
|      | Schloss Sibyllenort                | Szczodre                      | seit 1938    | im Verfall, 1945 abgebrannt und nach 1950 abgetragen                  |
|      | Wasserschloss Neudeck O.S.         | Świerklaniec                  | 1945         | zerstört, nach 1960 abgetragen                                        |
|      | Schloss Alt Repten                 | Tarnowskie Góry               | nach 1960    | abgetragen                                                            |
|      | Schloss Tworków                    | Tworków                       | 1945         | vollständig niedergebrannt                                            |
|      | Schloss Groß Tinz                  | Tyniec nad Ślęzą              | nach 1945    | zerstört                                                              |
|      | Schloss Ujest                      | Ujest                         | 1945         | zerstört                                                              |
|      | Schloss Wallisfurth                | Wolany                        | nach 1945    | zerstört                                                              |
|      | Zisterzienserschloss Würben        | Wierzbna                      | nach 1945    | zur Ruine verfallen                                                   |
|      | Schloss Wölfelsdorf                | Wilkanów (Wölfelsdorf)        | nach 1945    | verlassen, zur Ruine verfallen                                        |
|      | Schloss Boberstein                 | Wojanow-Bobrów                | 1970–1973    | zerstört, seitdem Ruine                                               |
|      | Schloss Weissak                    | Wysoka (Wissek)               |              | derzeit Ruine                                                         |
|      | Schloss Lampersdorf                | Zaborów                       | 1945         | zerstört, seitdem Ruine                                               |
|      | Schloss Neidberg                   | Zapusta (Zapusta)             | nach 1945    | zerstört, seitdem Ruine                                               |
|      | Schloss Günthersdorf               | Zatonie                       | seit 1945    | Ruine                                                                 |

## Russland
| Bild | Name                                | Ort                | Jahr | Zerstörung                                                  |
| ---- | ----------------------------------- | ------------------ | ---- | ----------------------------------------------------------- |
|      | Schloss Friedrichstein (Ostpreußen) | Oblast Kaliningrad | 1945 | nach schweren Kriegszerstörungen 1945 Reste 1958 abgetragen |
|      | Königsberger Schloss                | Kaliningrad        | 1968 | nach schweren Kriegszerstörungen Überreste gesprengt        |

## Schweden
| Bild | Name                   | Ort        | Jahr               | Zerstörung                                           |
| ---- | ---------------------- | ---------- | ------------------ | ---------------------------------------------------- |
|      | Schloss Borgholm       | Borgholm   | 1806               | nach Brand zerstört, die Ruinen sind erhalten        |
|      | Schloss Johannisborg   | Norrköping | 1719               | durch Brand zerstört, Teile der Ruinen sind erhalten |
|      | Schlossruine Kronoberg | Växjö      | im 17. Jahrhundert | verfallen, Ruinen erhalten                           |
|      | Schloss Tre Kronor     | Stockholm  | 1697               | nach Brand abgerissen                                |